# Johann von Metzburg

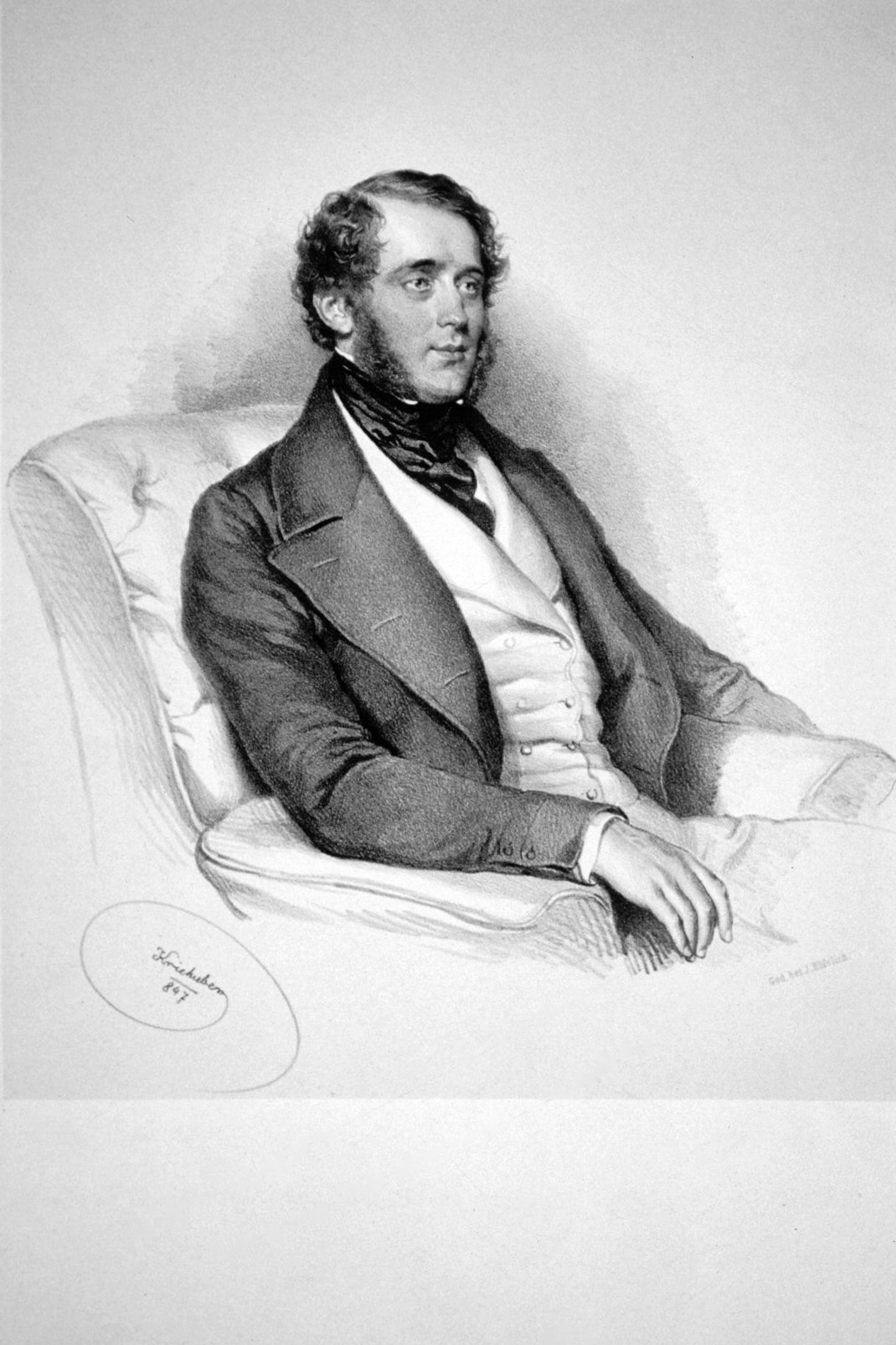
Johann Nepomuk von Metzburg Jun.

Johann von Metzburg (* 26. Jänner 1815 in Wien?; † 28. Juni 1889 in Gresten) war ein österreichischer Staatsbeamter.

## Leben
Johann Nepomuk, Freiherr von Metzburg, war ein Sohn des Präsidenten der Armeerechnungshofkommission Johann Nepomuk von Metzburg aus der Ehe mit Antonie Wadawska (1786–1852). Nach dem Jurastudium an der Universität Wien trat er in den Staatsdienst. 1854 war er k. k. Rat bei der serbisch-banater Statthalterei und kam im folgenden Jahre als Hofrat zur k. k. Landesregierung nach Krakau, dann in gleicher Eigenschaft zur mährischen Statthalterei nach Brünn, deren Vizepräsident er wurde. Nach seiner Versetzung in den Ruhestand lebte er in Salzburg. Seine letzten Lebensjahre verbrachte er bei seiner Nichte, der Dichterin Josefine von Knorr, auf Schloss Stiebar bei Gresten, wo er am 28. Juni 1889 unverheiratet starb.
Nach dem Tod seiner beiden älteren Brüder Heinrich, der 1860 in kinderloser Ehe mit Ottilie von Colonius als k. k. Rittmeister, und Franz, der 1859 als Legationssekretär starb, war er der Chef und einzige noch lebende männliche Spross des Freiherrengeschlechtes Metzburg, das mit seinem Tod 1889 erlosch.